# Argina argus
Mangina argus là một loài bướm đêm thuộc phân họ Arctiinae, họ Erebidae. Nó được tìm thấy ở south-Đông Á, bao gồm Chiết Giang, Phúc Kiến, Giang Tây, Quảng Tây, Quảng Đông, Vân Nam, Đài Loan, Hồ Nam, từ miền nam Ấn Độ to Kashmir, Himalaya, Nepal, Bhutan và Sri Lanka.
Ấu trùng ăn các loài the young leaves của Crotalaria, bao gồm Crotalaria juncea. 